# Cathie Black

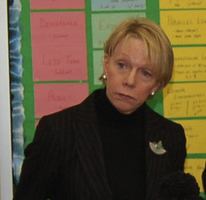
Cathleen Black, 2010

Cathleen Prunty "Cathie" Black (sinh 26 tháng 4 năm 1944) là một trong những Chủ tịch giỏi nhất của tập đoàn Hearst Magazines (Hearst Corporation); một trong những tập đoàn số một thế giới về tạp chí.
Ngay từ nhỏ, Cathie Black đã mơ ước được làm việc trong các tạp chí. Năm 1979, bà chính thức trở thành chủ báo của tạp chí New York. Đây là lần đầu tiên một phụ nữ làm chủ báo một tạp chí tiêu dùng phát hành theo tuần. Không lâu sau đó, bà trở thành người đứng đầu USA Today, CEO của Hiệp hội báo chí Hoa Kỳ và cuối cùng là trở thành chủ tịch của Hearst Magazines danh tiếng.
Khi Cathie Black đến Hearst, thu nhập của công ty chỉ hơn một tỷ đôla, và các tạp chí như Harpers Bazaar và Esquire đang rất chật vật. Bà đã rất quyết đoán khi xem xét và cắt giảm những tạp chí thua lỗ. Và đó không phải là những quyết định dễ dàng. Nhưng với bà, "Điều duy nhất bạn hối tiếc về một quyết định khó là bạn đã không đưa ra quyết định đó sớm hơn".
Hơn mười năm trôi qua, Cathie Black đã để lại nhiều dấu ấn trên các tạp chí nổi tiếng thế giới như Cosmopolitan, Good Housekeeping,… và giúp các tạp chí Hearst gần như giữ ngôi đầu trong ngành xuất bản suốt một thập kỷ qua. Bà trở thành một trong những phụ nữ quyền lực nhất trong kinh doanh của Fortune và là một trong những phụ nữ quyền lực nhất thế giới do Forbes bình chọn.
Nhưng thách thức vẫn chờ Cathie Black ở phía trước. Ngành in ấn đang gặp khó khăn lớn. Các nhà quảng cáo đang chuyển dần sang các loại hình truyền thông khác. Và Cathie Black đang hướng Hearst tiến vào kỷ nguyên số, dù bà vẫn tiếp tục cũng cố những tạp chí mình đang có.
Ngoài các chức năng này, bà cũng đã tiếp nhận vô số nhiệm vụ trong khu vực tư nhân. Trong những năm 1990-1991 và sau đó một lần nữa trong những năm 1993-2010, bà là thành viên của Hội đồng quản trị của Công ty Coca-Cola. Cathleen Black cũng là một thành viên của ban giám đốc của IBM từ năm 1995, và thành viên Hội đồng quản trị của Gannett, Tổng công ty Hearst, các công ty truyền thông iVillage và tổ chức thương mại Ad Council.
Trong mắt các đối tác, Cathie Black là một người cởi mở, biết lý lẽ, luôn mở lòng với những đề xuất, ý tưởng, luôn chân thành và thẳng thắn. Và đó cũng chính là tố chất giúp bà tiếp tục thành công trong tương lai.